# Megacyllene acuta
Megacyllene acuta är en skalbaggsart som först beskrevs av Ernst Friedrich Germar 1821.  Megacyllene acuta ingår i släktet Megacyllene och familjen långhorningar.
Artens utbredningsområde är:
- Paraguay.
- Uruguay.

Inga underarter finns listade i Catalogue of Life.